# یوری باخشیان
یوری گورگنی باخشیان (ارمنی: Յուրի Գուրգենի Բախշյան؛ زاده ۲۸ ژوئن ۱۹۴۷ – درگذشته ۲۷ اکتبر ۱۹۹۹) سیاست‌مدار اهل ارمنستان بود. وی نماینده دوره‌های اول و دوم مجلس ملی جمهوری ارمنستان بود.

## زندگی‌نامه
وی برندهٔ جوایزی همچون نشان آنانیا شیراکاتسی شده است.